# 황천비량판

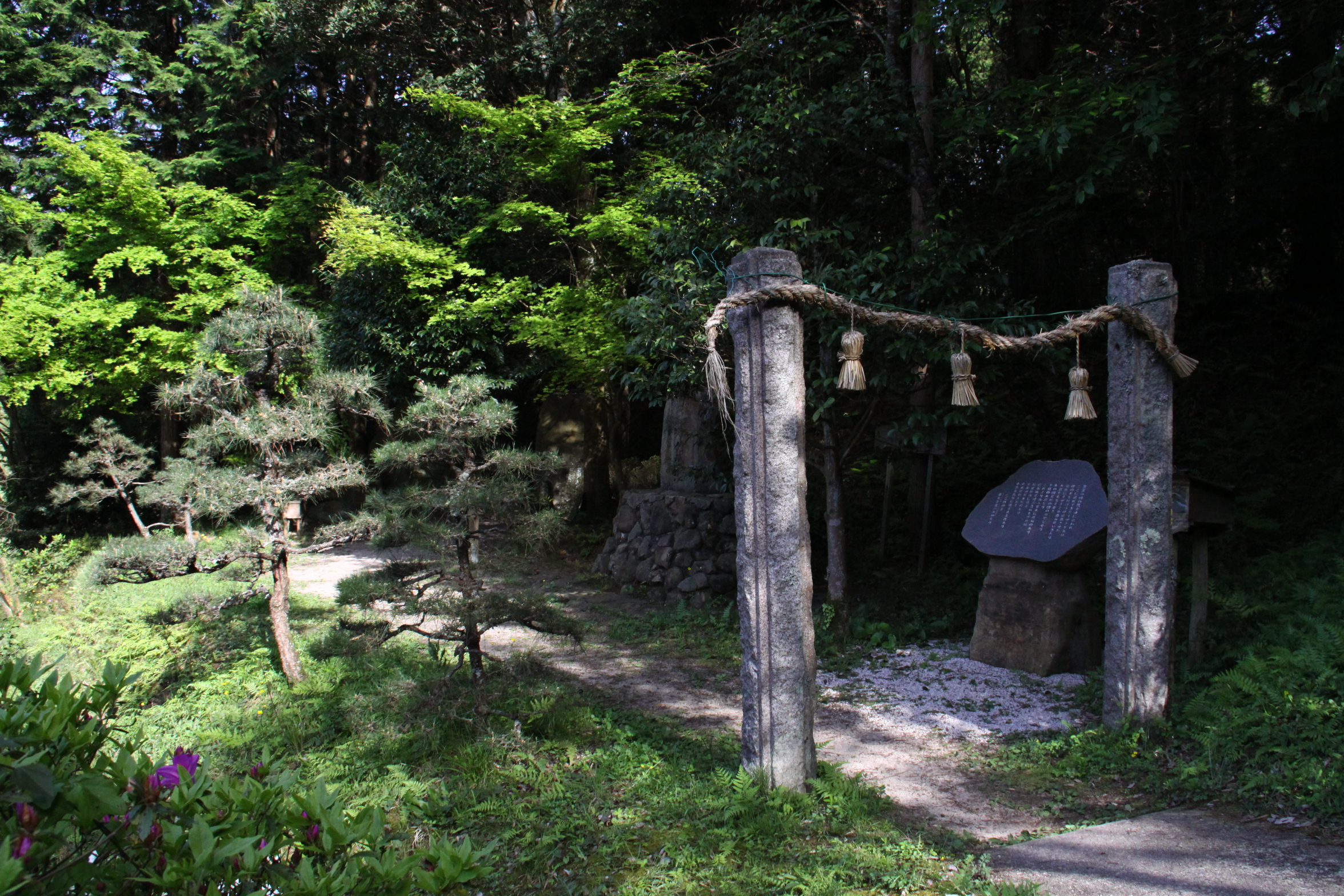
일본 시마네현 마쓰에시 히가시 이즈모 정의 황천비량판.

황천비량판(일본어: 黄泉比良坂 요모쓰히라사카[*])은 일본 신화에서 산 사람이 사는 세상과 죽은 사람이 사는 저세상(황천)과의 경계선에 있다고 여겨지는 언덕 또는 기타 경계가 되는 장소이다.
산 자와 죽은 자의 영역 사이에 경계가 있다는 신화는 삼도천 등과 공통된 사상이며 세계 각지에서 발견된다. 일본 기기신화의 황천비량판은 고분의 관을 납부한 석실에 이르는 길로도 생각할 수 있다.
고사기 상권에 2회 등장하며, 이즈모국의 이후야 판(伊賦夜坂)이 황천비량판이라는 전승이 있다. 비량(ひら)은 본래 절벽[崖]이라는 뜻이라고 한다.

## 같이 보기
- 피라미드
- 지구라트
- 판타오후이 (蟠桃会) - 중국 신화에서 복숭아류의 식품